# I'll Be Waiting (canción de Lenny Kravitz)
«I'll Be Waiting» (en español: «Estaré esperando») es el título de una canción interpretada por el cantautor y músico estadounidense Lenny Kravitz, incluida en su octavo álbum de estudio It Is Time for a Love Revolution (2008), publicado como el sencillo principal de dicho álbum por la empresa discográfica Virgin el 5 de noviembre de 2007. La canción fue escrita y producida por Kravitz y coescrita por Craig Ross.
El disco alcanzó la posición número 73 en el conteo de Billboard Hot 100 y 51 en Pop 100. Logró entrar en el Top 10 en las listas radiales de Alemania, Austria y Países Bajos. El video de la canción fue estrenado en el VH1 Top 20 Video Countdown, un programa semanal emitido por el canal VH1.

## Posicionamiento
| Lista                  | Posición |
| ---------------------- | -------- |
| Mainstream Rock Tracks | 73       |
| Pop 100                | 51       |
| Media Control Charts   | 6        |
| Ö3 Austria Top 40      | 6        |
| Mega Top 50            | 5        |